# Sommerfeld (Kremmen)
Sommerfeld ist ein Ortsteil der Stadt Kremmen im Norden des Landes Brandenburg.

## Geographie
Sommerfeld liegt am naturräumlichen Übergang vom Waldgebiet der Rüthnicker Heide zum Rhinluch. Westlich der Ortslage führt die Bahnstrecke Kremmen–Meyenburg entlang. In Richtung Süden verläuft der Kremmer Damm. Zum Ortsteil gehören die Wohnplätze Alter Hof und Sana-Kliniken. Sommerfeld grenzt im Norden und Osten an den Ortsteil Beetz, im Osten an den Ortsteil Hohenbruch sowie im Süden und Westen an den Ortsteil Kremmen.

## Geschichte

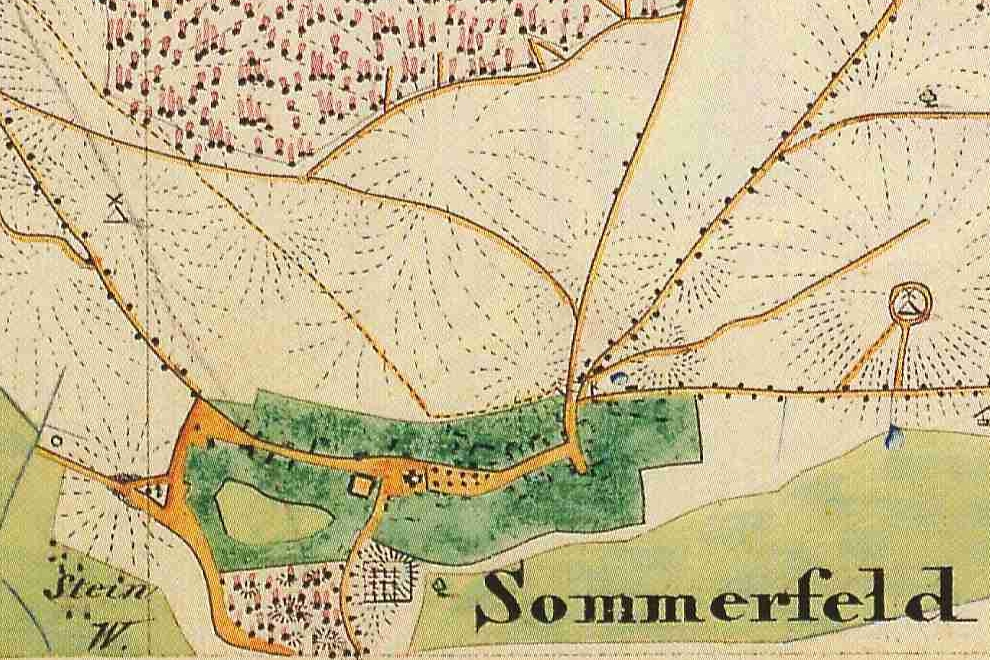
Sommerfeld auf einem Messtischblatt der Preußischen Uraufnahme von 1840

Sommerfeld wurde 1242 als Sommerfeldt erstmals urkundlich erwähnt, als das Dorf mit 40 Hufen dem Zisterzienserkloster Lehnin übereignet wurde. Von 1318 bis 1541 war es im Besitz des Klosters Himmelpfort, einem Tochterkloster von Lehnin. 1541 wurde das Kloster Himmelpfort säkularisiert und dessen Besitz verpfändet. 1557 wurde der ehemalige Klosterbesitz schließlich durch Kurfürst Joachim II. von Brandenburg an seinen Vertrauten Adam von Trott als Erblehen vergeben. Sommerfeld bildete in der Folge einen Teil der Herrschaft Badingen und Himmelpfort. Spätestens 1574 gab es einen Krug im Dorf. 1583 wurde eine Windmühle errichtet.
1727 fiel die Herrschaft Badingen und Himmelpfort an den preußischen Staat und Sommerfeld wurde anschließend durch verschiedene landesherrliche Ämter verwaltet: bis 1759 durch das Amt Badingen, bis 1763 durch das Amt Zehlendorf, bis 1819 durch das Amt Friedrichsthal, bis 1834 durch das Amt Vehlefanz und bis zur Aufhebung der Grundherrschaft 1872 durch das Amt Oranienburg. Daneben besaß die Familie von Redern zu Beetz im 16. und 17. Jahrhundert verschiedene Rechte auf Frondienste und Abgaben aus Sommerfeld, die bereits 1655 an das Amt Oranienburg fielen und ab 1759 gemeinsam mit dem übrigen Dorf verwaltet wurden.
1816/18 kam Sommerfeld von Glien-Löwenbergischen Kreis der Mark Brandenburg zum neuen Kreis Osthavelland der Provinz Brandenburg. Spätestens 1840 gab es einen Torfstich in Sommerfeld. Auf einer Karte desselben Jahres hat der Ort die Struktur eines Straßendorfes. 1860 existierten in Sommerfeld zwei Dampfschneckenmühlen, zwei Getreidemühlen und eine Brauerei.
1898/99 wurde der Haltepunkt Beetz-Sommerfeld an der Bahnstrecke Kremmen–Meyenburg angelegt.
Im Jahr 1900 bildete Sommerfeld eine Landgemeinde mit einer Fläche von 1541 ha. 1939 gab es 117 land- und forstwirtschaftliche Betriebe, wovon einer eine Fläche von über 100 ha und 24 Betriebe eine Fläche von jeweils 20 bis 100 ha zur Verfügung hatten. 1947 wurden im Rahmen der Bodenreform in der Sowjetischen Besatzungszone 614 ha Bodenfläche enteignet. Eine Landwirtschaftliche Produktionsgenossenschaft wurde 1953 gegründet.
Seit der Verwaltungsreform von 1952 gehörte Sommerfeld zum Kreis Oranienburg des Bezirks Potsdam. Von 1992 bis 2001 wurde Sommerfeld durch das Amt Kremmen verwaltet und gehört seit 1993 zum Landkreis Oberhavel. Im Jahr 2001 hat man das Amt Kremmen aufgelöst und Sommerfeld schloss sich mit sechs weiteren Gemeinden zur neuen Stadt Kremmen zusammen. Seitdem bildet Sommerfeld einen Ortsteil.

## Kultur und Sehenswürdigkeiten

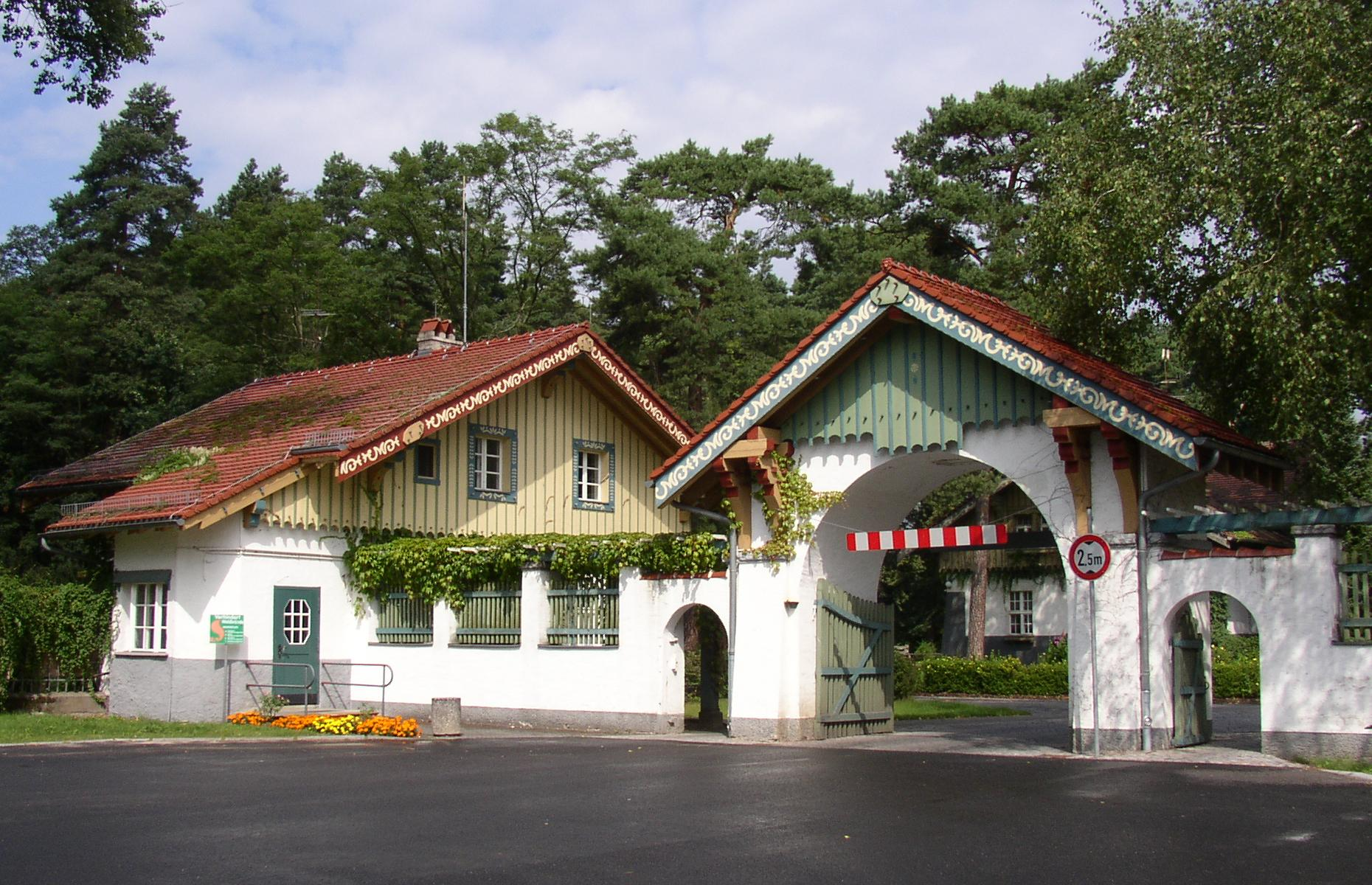
Portal der Hellmuth-Ulrici-Klinik Sommerfeld

Die Dorfkirche Sommerfeld ist ein massiver und verputzter Bau von 1913, der dem Stil des Barock nachempfunden ist. Im Ortsteil liegt das denkmalgeschützte Gebäudeensemble der 1912–1914 als Lungenheilstätte Waldhaus Charlottenburg errichteten Hellmuth-Ulrici-Klinik. Seit 2008 besteht das Nähmaschinenmuseum Sommerfeld.

## Persönlichkeiten
- Hellmuth Ulrici (1874–1950), Arzt, 1914–1945 Leiter der Lungenheilstätte Waldhaus Charlottenburg
- Karl Diehl (1896–1969), Arzt, war seit 1927 dirigierender Arzt der chirurgischen Abteilung der Lungenheilstätte Waldhaus Charlottenburg
- Herbert Eichhorn (1921–2000), Abgeordneter der Volkskammer, starb in Sommerfeld
- Peter Porsch (1941–2023), Grafikdesigner, Typograf und Sänger, starb in Sommerfeld
- Frank Bommert (* 1961), Mitglied des Landtages Brandenburg, wuchs in Sommerfeld auf
- Jan Gregor (* 30. Januar 1946), ostdeutscher Schlagersänger